# 西南交通大学峨眉校区
西南交通大学峨眉校区是西南交通大学的校区之一，座落在四川省峨眉山景区，占地1000余亩，建筑面积24余万平方米。

## 历史
中华人民共和国成立后，1952年，全国院系调整后，交通大学唐校更名为唐山铁道学院。1964年，为支援“大三线”的建设和迫于国内外政治环境的压力，学校以唐山铁道学院之名，开始从唐山搬迁至乐山市内迁四川峨眉黄湾乡办学。1969年，搬迁工作基本结束。
1972年，学校改名为西南交通大学。1989年，西南交通大学在成都扩建总校并迁入成都市，在峨眉校区设立西南交通大学峨眉分校。2002年启动建设新校区。2003年，峨眉分校更名为峨眉校区。2004年9月18日，成都犀浦校区（郫县犀浦镇和安靖镇）正式启用。至此，学校形成了“一校两地三校区”的办学格局。2015年，西南交通大学开始推动三校区一体化。

## 生源
大部分学生来自中国西部省份。很大部分是四川省内生源。该校区不招收来自广东，吉林，上海等省份的学生。从西南交通大学主校区迁至成都后，1989年开始，峨眉分校招收专科生。1998到2003年和2003年到2016年，西南交通大学分别以“西南交通大学峨眉分校”和“西南交通大学峨眉校区”的名义招收本科第二批次的新生。并在2008年新开设的药学院和旅游学院招收一批次本科学生。但随后几年二学院迁往犀浦校区，和原来有的化学等系科组建生命科学学院。峨眉校区便没有第一批次本科学生。2016年起，重新开始招收第一批次本科学生。
2021年秋，峨眉校区的1848名本科学生陆续迁至犀浦校区。未确定峨眉校区办学定位前，暂设立教育培训学院。